# Zadomlja
Zadomlja (belarusiska: Задомля) är en by i Belarus.   Den ligger i Smaljavitjy rajon i Minsks voblast, i den centrala delen av landet, 27 km nordost om huvudstaden Minsk. Zadomlja ligger 196 meter över havet och antalet invånare är 217.

## Natur och klimat
Terrängen runt Zadomlja är platt. Närmaste större samhälle är Kalodzisjtjy, 13,5 km sydväst om Zadomlja.
Omgivningarna runt Zadomlja är en mosaik av jordbruksmark och naturlig växtlighet. Runt Zadomlja är det ganska glesbefolkat, med 34 invånare per kvadratkilometer.